# Камчатски залив
Камчатският залив (на руски: Камчатский залив) е залив на Тихия океан, на източното крайбрежие на полуостров Камчатка, в Камчатски край на Русия. Вдава се навътре в сушата на 74 km между Камчатския полуостров на север и Кроноцкия полуостров на юг. Ширина на входа около 148 km. Дълбочина до 2 хил.m. Приливите са неправилни денонощни с височина до 2 m. Бреговете му са низинни. В северозападния му край се влива река Камчатка, а в западния – Андриановка и Сторож. На северния му бряг е пристанището Уст Камчатск.
Първите сведения за залива дава руския първопроходец Михаил Многогрешни когото през 1703 г. се спуска по река Камчатка до устието ѝ. За първи той е описан и първично картиран през лятото на 1728 г. по време на Първата Камчатска експедиция под командването на Витус Беринг.